# Amazilia luciae
Amazilia luciae là một loài chim trong họ Trochilidae.